# Matilda Vinberg
Matilda Vinberg (Stockholm, 16 maart 2003) is een Zweeds voetbalspeelster. Ze speelt als middenvelder voor Tottenham Hotspur F.C. in de Super League.

## Clubcarrière
Vinberg begon met voetballen op zevenjarige leeftijd voor de lokale club Enskede IK. In 2018 maakte ze op vijftienjarige leeftijd haar debuut voor de hoofdmacht van de club in Division 1, het  derde niveau van Zweden. In drie seizoenen maakte Vinberg 33 keer haar opwachting voor de club en kwam ze tot 18 doelpunten.
Vinberg tekende op 8 januari 2021 een tweejarig contract bij Hammarby IF actief in de Damallsvenskan. In haar debuutseizoen kwam ze tot zeventien optredens voor de club, waarin ze tweemaal tot scoren kwam en met haar club op de zevende plaats eindigde. In november 2021 tekende ze nieuw tweejarig contract bij de club.
In het seizoen 2022 kwam Vinberg in alle 26 competitiewedstrijden in actie waarin ze drie doelpunten wist te maken en een bijdrage leverde aan de vijfde plaats in de Damallsvenskan. Na afloop van dit seizoen werd ze uitgeroepen tot 'doorgebroken speelster van het seizoen' in de Damallsvenskan. Door de supporters van de club werd Vinberg uitgeroepen tot 'speelster van het jaar' van Hammarby lF.
Op 6 juni 2023 won Vinberg met Hammarby de Zweedse beker door BK Häcken met 3-0 te verslaan. Ook werd Hammarby dat seizoen kampioen van de Damallsvenskan, wat het tweede kampioenschap voor de club was in 38 jaar. Vinberg droeg met zeven doelpunten in 22 competitiewedstrijden bij aan het kampioenschap. Op 28 december 2023 werd aangekondigd dat Vinberg Hammarby haar aflopende contract niet zou verlengen en ze de club ging verlaten.
Vinberg tekende op 2 januari 2024 een twee en halfjarig contract bij het Engelse Tottenham Hotspur F.C. in de Super League. Ze maakte haar eerste doelpunt in dienst van de Spurs in een met 1-0 gewonnen wedstrijd tegen Leicester City WFC op 17 maart 2024.

## Statistieken
| Seizoen | Club                   | Land     | Competitie     | Wedstrijden | Doelpunten |
| ------- | ---------------------- | -------- | -------------- | ----------- | ---------- |
| 2021    | Hammarby IF            | Zweden   | Damallsvenskan | 19          | 2          |
| 2022    | Hammarby IF            | Zweden   | Damallsvenskan | 26          | 3          |
| 2023    | Hammarby IF            | Zweden   | Damallsvenskan | 22          | 7          |
| 2023/24 | Tottenham Hotspur F.C. | Engeland | Super League   | 11          | 1          |
| 2024/25 | Tottenham Hotspur F.C. | Engeland | Super League   | 11          | 0          |
| Totaal  | Totaal                 | Totaal   | Totaal         | 89          | 13         |

Laatste update: 22 februari 2025

## Interlandcarrière
Vinberg doorliep meerdere Zweedse jeugdelftallen voordat ze op 12 november 2022 haar debuut maakte voor het Zweedse nationale team door in te vallen in een 0-4 nederlaag tegen Australië. Een paar maanden eerder was ze al door bondscoach Peter Gerhardsson uitgenodigd om mee te komen trainen bij het Zweedse elftal.
In een Nations League 2023/24 wedstrijd tegen Bosnië en Herzegovina op 28 februari 2024 maakte Vinberg haar eerste interlanddoelpunt. De wedstrijd eindigde in een 5-0 overwinning voor Zweden en Vinberg startte voor de tweede keer in de basis.